# رابرت کراوشاو
رابرت کراوشاو (انگلیسی: Robert Crawshaw; ۶ مارس ۱۸۶۹ – ۱۴ سپتامبر ۱۹۵۲) بازیکن واترپلو اهل بریتانیا بود.
وی در مسابقات کشوری و بین‌المللی در مجموع برندهٔ ۱ مدال طلا شده‌است.